# Sân bay Dinard - Pleurtuit - Saint-Malo
Sân bay Dinard - Pleurtuit - Saint-Malo hay Aéroport de Dinard - Pleurtuit - Saint-Malo (IATA: DNR, ICAO: LFRD) là một sân bay phục vụ thành phố Saint-Malo, Pháp. Sân bay này tọa lạc 5 km về phía nam-tây-nam của Dinard ở Pleurtuit, một xã của tỉnh Ille-et-Vilaine.

## Các hãng hàng không và tuyến bay
| Hãng hàng không      | Các điểm đến                   |
| -------------------- | ------------------------------ |
| Aurigny Air Services | Guernsey                       |
| Ryanair              | East Midlands, London-Stansted |